# オコニー郡 (ジョージア州)
オコニー郡（英: Oconee County）は、アメリカ合衆国ジョージア州の郡である。人口は4万1799人（2020年）。郡庁所在地はワトキンスビル市であり、同郡で人口最大の都市である。
オコニー郡はアセンズ・クラーク郡都市圏に属している。

## 歴史
オコニー郡は1875年にジョージア州議会によりクラーク郡の南西部が分離して設立された。この郡を作ったのは、1872年にジョージア州議会によって郡庁所在地がワトキンスビルからアセンズに移された後、クラーク郡南西部の住人が独自の郡を要求したことに対応するためだった。郡名は領域の東側境界を流れるオコニー川から採られた。
2006年の雑誌「プログレッシブ・ファーマー」では、オコニー郡が最良の田園郡の第3位にランクされた。

## 地理
アメリカ合衆国国勢調査局に拠れば、郡域全面積は186.37平方マイル (482.7 km2)であり、このうち陸地184.29平方マイル (477.3 km2)、水域は2.08平方マイル (5.4 km2)で水域率は1.12%である。

### 主要高規格道路

#### アメリカ国道
- アメリカ国道29号線
- アメリカ国道78号線
- アメリカ国道78号線産業道路（アセンズ）
- アメリカ国道129号線
- アメリカ国道129号線産業道路（ワトキンスビル）
- アメリカ国道441号線
- アメリカ国道441号線産業道路（ワトキンスビル）

#### ジョージア州道
- ジョージア州道8号線
- ジョージア州道10号線
- ジョージア州道10号線環状路
- ジョージア州道15号線
- ジョージア州道24号線
- ジョージア州道24号線産業道路
- ジョージア州道53号線
- ジョージア州道186号線
- ジョージア州道316号線
- ジョージア州道422号線

### 隣接する郡
- クラーク郡 - 北
- オグルソープ郡 - 東
- グリーン郡 - 南東
- モーガン郡 - 南
- ウォルトン郡 - 西
- バロウ郡 - 北西

### 国立保護地域
- オコニー国立の森（部分）

## 人口動態
以下は2010年国勢調査による人口統計データである。
| 基礎データ - 人口: 32,808人 - 世帯数: 11,622 世帯 - 人口密度: 55人/km2（141人/mi2） 人種別人口構成 - 白人: 88.4% - アフリカン・アメリカン: 5.0% - ネイティブ・アメリカン: 0.1% - アジア人: 3.1% - 太平洋諸島系: 0.01%未満 - その他の人種: 2.0% - 混血: 1.4% - ヒスパニック・ラテン系: 4.4% 年齢別人口構成 - 18歳未満: 28.4% - 20-24歳: 4.4% - 25-34歳: 9.3% - 35-49歳: 23.6% - 50-64歳: 20.9% - 65歳以上: 10.9% - 年齢の中央値: 39歳 - 性比（女性100人あたり男性の人口） - 総人口: 95.3 | 世帯と家族（対世帯数） - 18歳未満の子供がいる: 42.6% - 結婚・同居している夫婦: 67.4% - 未婚・離婚・死別女性が世帯主: 9.5% - 非家族世帯: 19.6% - 単身世帯: 16.3% - 65歳以上の老人1人暮らし: 6.5% - 平均構成人数 - 世帯: 2.81人 - 家族: 3.16人 収入と家計 - 収入の中央値 - 世帯: 77,569米ドル - 家族: 96,984米ドル - 性別 - 男性: 57,371米ドル - 女性: 37,362米ドル - 人口1人あたり収入: 33,889米ドル - 貧困線以下 - 対人口: 7.1% - 対家族数: 6.8% - 18歳未満: 8.6% - 65歳以上: 6.3% |

2012年、ウィスコンシン人口健康研究所がオコニー郡を州内で健康な郡3傑に挙げた。この研究では「健康要素全体」で第2位、「健康な成果全体」で第3位に挙げていた。

## 郡政府
オコニー郡は4人の委員による郡政委員会が立法権限を持って統治している。委員会は別の選挙で選ばれた議長が主導し、議長は行政権限を持っている。委員会には予算策定と課税の権限、条例作成権限、郡の資産、道路、施設の制御権限が与えられている。議長と郡政委員は郡全体を選挙区に選出され、任期は4年間、半数が2年毎に改選される。
委員会議長は郡の執行官の長であり、郡政委員と相談して委員会の責任を管理するために必要な役人や担当者を指名する。
郡の司法府はジョージア州裁判所体系を通じて管理されている。
ワトキンスビル市を除く郡内の主要警察組織は保安官事務所である。ワトキンスビル市内はワトキンスビル警察署が担当している。保安官は選挙で選ばれる。

## 都市と町
- ワトキンスビル - 郡庁所在地
- ビショップ
- ボガート
- ノースハイショールズ
- ファーミントン
- イーストビル

## 教育

### 公共教育学区
郡内の公共教育はオコニー郡教育学区が管轄しており、小学校6校、中学校2校、高校2校がある。常勤の教師は361人、児童生徒数は5,615人を超えている。

### 私立学校
郡内の私立学校はウェストミンスター・クリスチャン・アカデミーとプリンスアベニュー・クリスチャン学校がある。近隣のアセンズ市にはアセンズ・アカデミーがある。

### 高等教育機関
ゲインズビル州立カレッジがワトキンスビル近くにサテライトキャンパスを維持している。2012年に北ジョージア・カレッジ・州立大学と合併し、北ジョージア大学になった。

## メディア
郡内では2つの週刊新聞がある。「ジ・オコニー・リーダー」と「ジ・オコニー・エンタープライズ」である。
コックス・メディア・グループが郡北東部のタワープレースでラジオ放送施設を運営している。この施設からFM3局とAM1局の放送が流されている。

## 著名な出身者
- R.E.M.、オルタナティヴ・ロックバンド、 マイケル・スタイプの両親と元ドラマーのビル・ベリーが在住